# Bahía de Tepoca
Bahía de Tepoca är en vik i Mexiko.   Den ligger i delstaten Sonora, i den nordvästra delen av landet, 1 800 km nordväst om huvudstaden Mexico City.